# Gosforth (Kumbria)
Gosforth – wieś w Anglii, w Kumbrii, w dystrykcie (unitary authority) Cumberland. Leży 62 km na południowy zachód od miasta Carlisle i 392 km na północny zachód od Londynu. W 2001 miejscowość liczyła 1230 mieszkańców.